# Buster Pickens
Edwin Goodwin Pickens (* 3. Juni 1916 in Hempstead, Texas; † 24. November 1964 in Houston, Texas) war ein US-amerikanischer Blues-Pianist und -Sänger. Er begleitete Texas Alexander und Lightnin’ Hopkins bei mehreren ihrer Aufnahmen.

## Leben
Er wurde als Edwin Goodwin Pickens in Hemstead, Texas geboren. In den 1930er-Jahren war er Teil des Santa Fe Circuit, benannt nach der Tatsache, dass die tourenden Musiker die Santa Fe-Güterzüge verwendeten. Nach Kriegsdienst während des Zweiten Weltkriegs kehrte er nach Houston, Texas zurück und spielte 1948 bei verschiedenen Aufnahmen für Gold Star Records. 1950 begleitete er für Freedom Records Texas Alexander. In den 1960er-Jahren spielte in der Band und bei Plattenaufnahmen von Lightnin´Hopkins so zum Beispiel auf Walkin’ This Road By Myself (1962), Smokes Like Lightning (1963), Lightnin’ and Co. (1963) und anderen. 1960 nahm er sein einziges Album, Buster Pickens (1960) – Heritage Records, auf.
Buster Pickens wurde im November 1964 nach einem Streit in einer Bar erschossen.